# Nematus absconditus
Nematus absconditus är en stekelart som först beskrevs av Lindqvist 1949.  Nematus absconditus ingår i släktet Nematus, och familjen bladsteklar. Arten är reproducerande i Sverige.